# Alexandre Dumaine
Pour les articles homonymes, voir Dumaine.
Alexandre Dumaine, né le 26 août 1895 à Digoin (Saône-et-Loire) et mort le 22 avril 1974 à Bourg-en-Bresse, est un chef cuisinier français du restaurant gastronomique l'Hôtel de La Côte d'Or (actuel Relais Bernard Loiseau), à Saulieu en Côte-d'Or en Bourgogne-Franche-Comté.
Trois étoiles au Guide Michelin de 1935 à 1964, il est surnommé « le Magnifique », « le roi des cuisiniers », et « le cuisinier des rois », référence incontournable de l'Histoire de l'art culinaire, et de la gastronomie française pendant 32 ans, avec les chefs Fernand Point de La Pyramide à Vienne, et André Pic à Valence. Bernard Loiseau lui succède en 1981, puis Patrick Bertron en 2003.

## Biographie

### Apprentissage
Alexandre Dumaine naît le 26 août 1895 à Digoin en Saône-et-Loire en Bourgogne. Il entre en apprentissage en 1907 à l'Hôtel de la Poste de Paray-le-Monial, toujours en Bourgogne, puis devient commis à l'hôtel de Carlton à Vichy en Auvergne, au Carlton de Cannes, avant de gagner la capitale pour compléter sa formation auprès des grands chefs Léopold Mourier et Tony Giraud au célèbre Café de Paris (41 avenue de l'Opéra).

Restaurant gastronomique La Côte d'Or, à Saulieu en Bourgogne
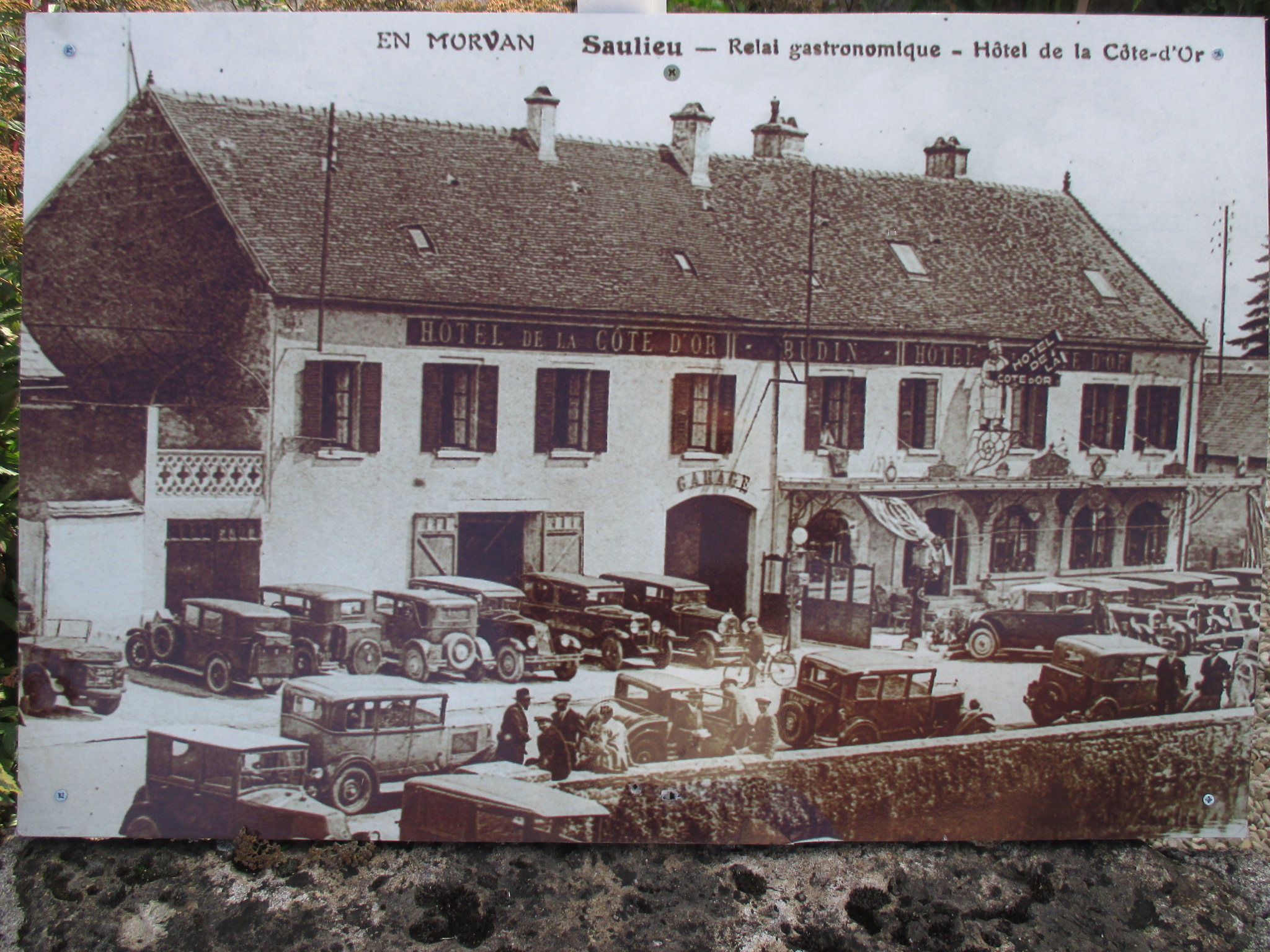
Hôtel de La Côte d'Or, dans les années 1930.
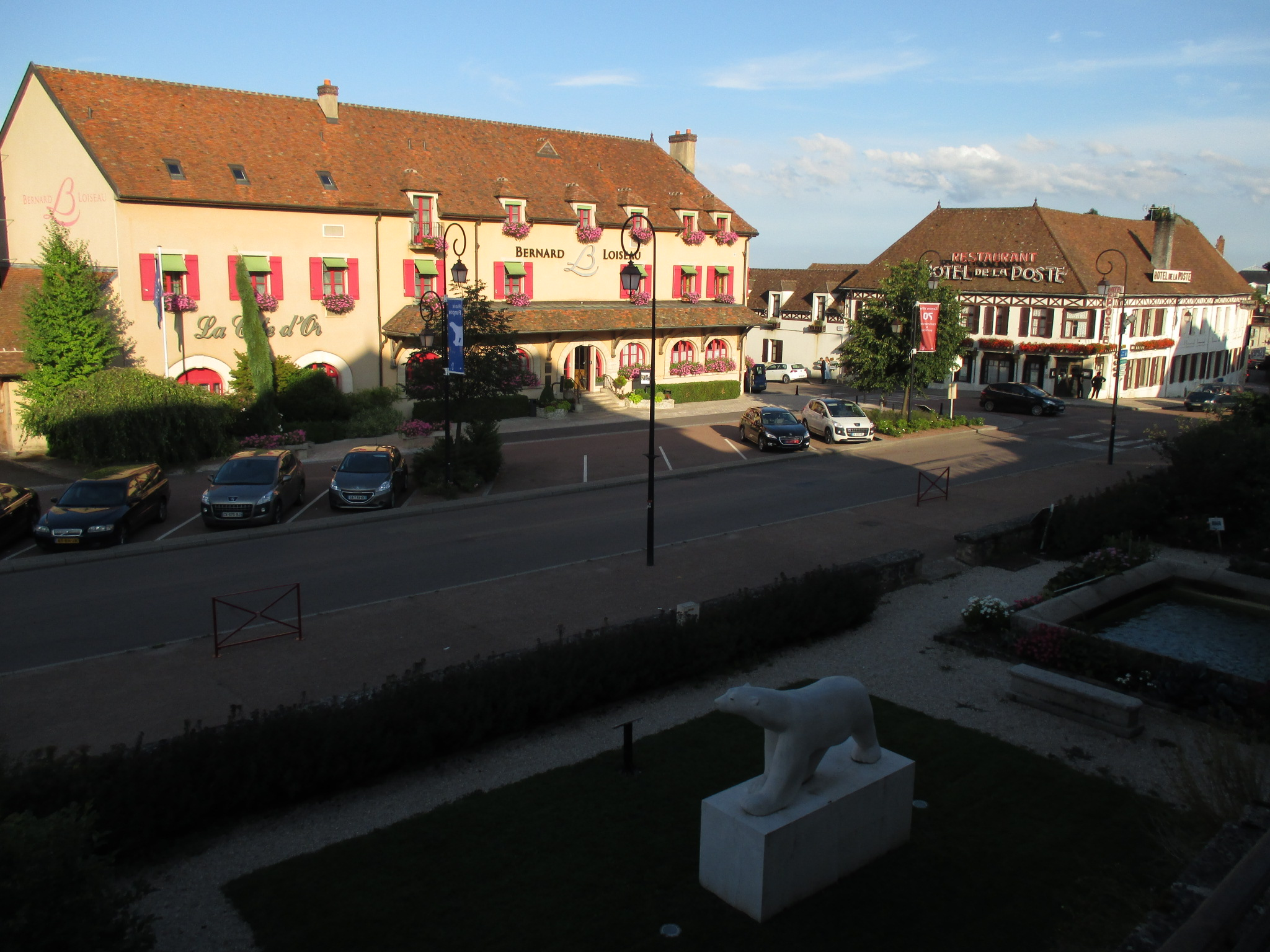
Actuel Relais Bernard Loiseau, vu depuis le square Alexandre-Dumaine.
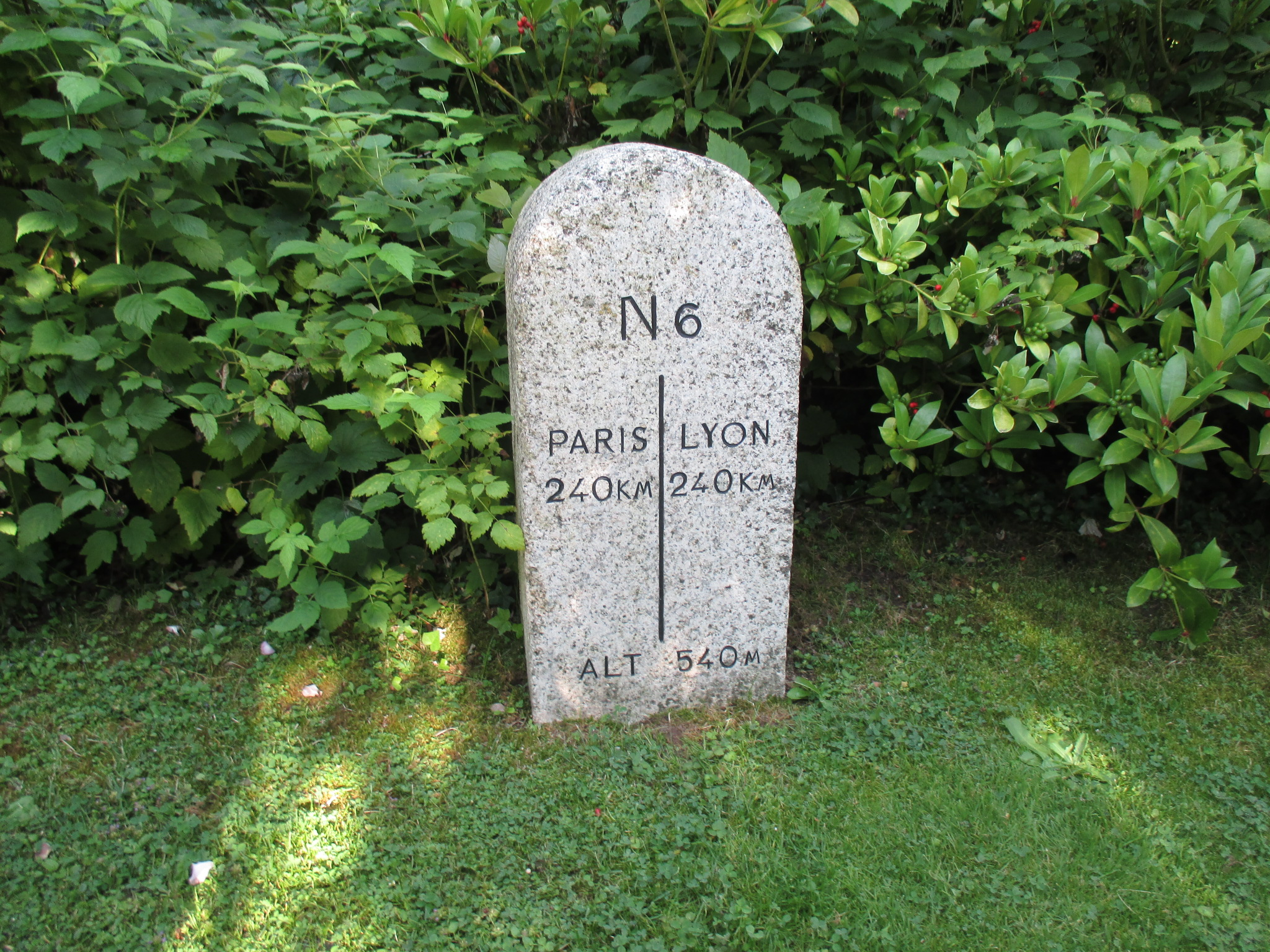
Saulieu ville-étape de la RN 6 Paris-Alpes-Côte d'Azur, à 240 km de Paris, et de Lyon.
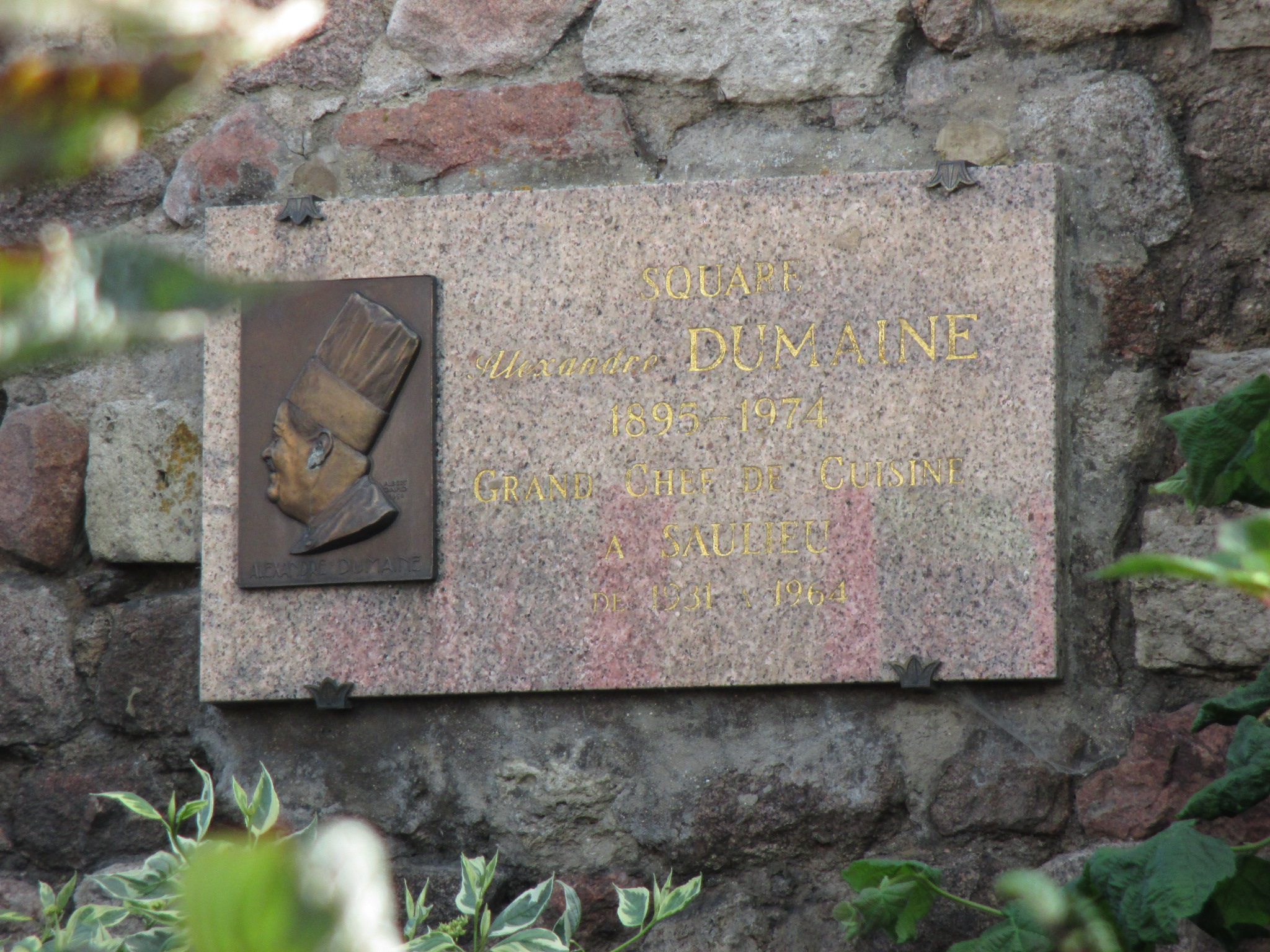
Plaque du square Alexandre-Dumaine, en face du restaurant.

Durant la Première Guerre mondiale il s'engage en 1914 comme cuistot et artilleur dans les 58e régiment d'artillerie, puis 251e RAC, ou il officie sur le front, sur le Chemin des Dames, et à la bataille de Verdun… Il est décoré de la Croix de guerre 1914-1918 avec citation « Toujours volontaire pour les choses les plus difficiles ». À la suite de la victoire de 1918, le président de la Compagnie générale transatlantique John Dal Piaz, propose à Dumaine et son épouse d'assurer l'administration et la réputation gourmande de toute une chaîne hôtelière qu'il vient de créer en Afrique du Nord.

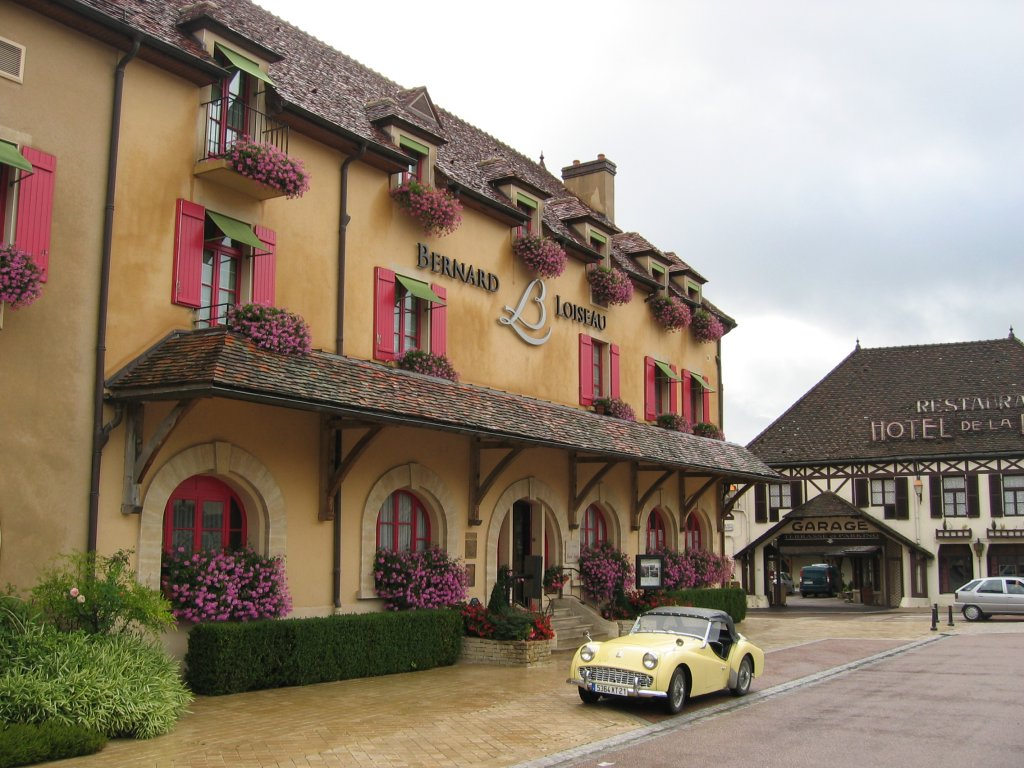
Restaurant gastronomique La Côte d'Or, à Saulieu en Bourgogne, d'Alexandre Dumaine, de Bernard Loiseau puis de Patrick Bertron.

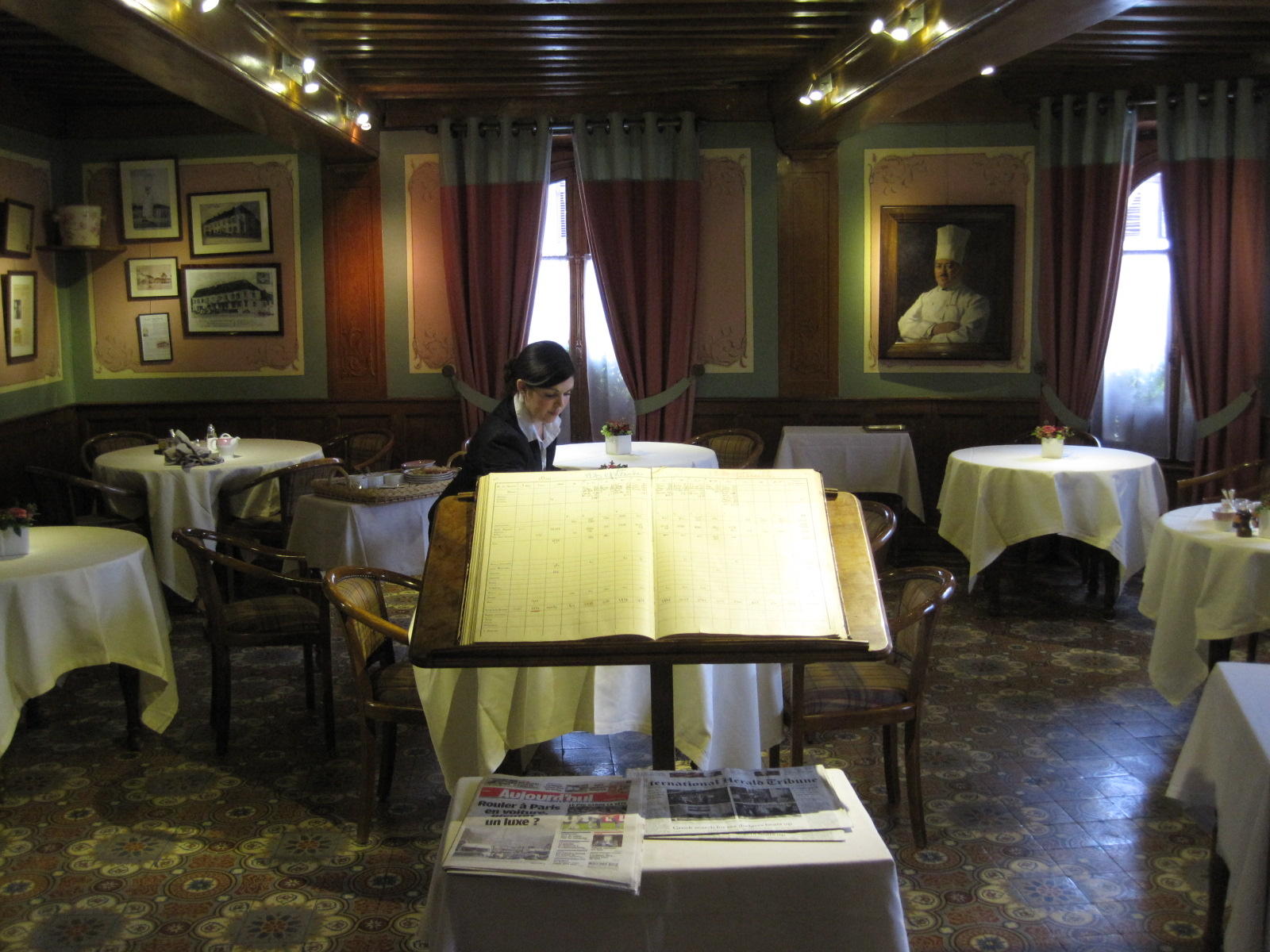
Salle historique Alexandre Dumaine, du restaurant gastronomique La Côte d'Or (actuel Relais Bernard Loiseau), inscrite aux monuments historiques depuis 2010.

### Hostellerie de la Côte d’Orà Saulieu
En 1932, après dix ans passés en Algérie, il éprouve la nostalgie de la France et de sa Bourgogne d'origine, et revient s'établir à Saulieu, ou il achète l’Hostellerie de la Côte d’Or, sur la RN 6 Paris-Alpes (non loin de la mythique RN 7 historique Paris-Côte d'Azur). Il est auréolé en 1935 de la prestigieuse troisième étoile du Guide Michelin, et s'impose rapidement durant ses trente-deux années de carrière, avec l'aide de son épouse Jeanne, comme un des trois grands chefs français de son époque avec Fernand Point à Vienne, et André Pic à Valence. Il est récompensé de tout ce qui se fait en matière de prix de gastronomie, avec entre autres parmi ses recettes de prédilection : les écrevisses de monsieur le Prieur, la carpe à la Chambord, l'oreiller de la Belle Aurore, les truffes au champagne... Il sait rehausser les plats les plus simples, en particulier grâce au choix des produits employés. Des clients fidèles de prestige et nombreuses célébrités de l'époque, ne manquent pas de s'arrêter chez lui, sur la route Paris-Alpes-Côte d'Azur, dont le roi d'Espagne Alphonse XIII, le général Juin, l'Aga Khan, Rainier III de Monaco, le comte de Paris, Sacha Guitry, Orson Welles, Ernest Hemingway, Édith Piaf, Colette, Fernandel, Mistinguett, Maurice Chevalier, Georges Carpentier, Charlie Chaplin, Vivien Leigh, Gary Cooper, Salvador Dalí et même le maréchal Pétain, le 20 juin 1944, en route pour l'Allemagne s'arrête à la Côte d'Or… Le célèbre critique culinaire Curnonsky y établit son quartier général. Dumaine est membre de l'Académie du Morvan dès 1967, et membre de l'Académie culinaire de France. Il rédige son ouvrage culinaire Ma Cuisine en  1972, qu'il dédie à son épouse, avec la collaboration d'Henry Clos Jouve et de Roger Arnoux, chef pâtissier, ami du cuisinier des rois, qui a conçu les gâteaux présentés dans cet ouvrage, dans lequel il livre ses souvenirs et quelques recettes, dont la timbale de brochet éminence, ou la terrine de bécasse chaude au chambertin...

### Disparition et succession
Le chef François Minot succède à Alexandre Dumaine en 1963, avec deux étoiles au Guide Michelin. Ce dernier se retire en 1964 à Digoin, et disparaît le 22 avril 1974 à Bourg-en-Bresse. Le square Alexandre-Dumaine de Saulieu (en face du restaurant) est baptisé à son nom en son honneur, avec un des Ours blancs de l'artiste de Saulieu François Pompon. Une salle historique Alexandre Dumaine, de l'actuel Relais Bernard Loiseau est dédiée à sa mémoire, par son successeur, et inscrite avec son décor d'origine aux monuments historiques depuis 2010. En 1975, le chef cuisinier Claude Verger engage le jeune chef Bernard Loiseau à La Barrière de Clichy, à Paris et lui confie la gérance de L'Hôtel de la Côte d’Or qu'il a acheté à Saulieu. Ce dernier acquiert le restaurant en 1982 après sept ans de gérance, obtient à son tour ses trois étoiles au Guide Michelin en 1991, et redonne tout son prestige international à l'établissement. À la suite de sa disparition, son œuvre est poursuivie par son épouse Dominique Loiseau, ses enfants, et le chef Patrick Bertron (son élève et second pendant vingt ans).

## Distinctions

### Décorations
- Chevalier de la Légion d'honneur (1936)[4]
- Croix de guerre 1914–1918

### Professionelles
- 3 étoiles Guide Michelin
- Membre de l'Académie culinaire
- Membre de l'Académie des Vins
- Membre de l'Académie du Morvan
- Membre d'honneur du Club des Cent
- Lauréat du Prix de la qualité française

### Personnelles
- À Digoin, sa ville natale, l'église Notre-Dame de la Providence comporte une représentation du chef en toque sur son tympan, dont il avait participé au financement. Une rue porte également son nom.
- Le lycée des Métiers Alexandre Dumaine à Mâcon a été nommé en son hommage.